# Desa Wangunjaya (administrativ by i Indonesien, lat -6,60, long 106,58)
Desa Wangunjaya är en administrativ by i Indonesien.   Den ligger i provinsen Jawa Barat, i den västra delen av landet, 50 km sydväst om huvudstaden Jakarta.